# Poeta chileno
Poeta chileno es la quinta novela del escritor chileno Alejandro Zambra, publicada inicialmente en 2020 por la colección «Narrativas hispánicas» de la Editorial Anagrama. La novela narra la historia de Gonzalo y su hijastro Vicente, ambos unidos por la poesía.

## Estructura y argumento
El libro está dedicado a su esposa Jazmina Barrera y su hijo Silvestre.
La novela aborda las temáticas de las familias no convencionales, la poesía y poetas chilenos, y las relaciones entre padrastros e hijastros, con un lenguaje desenfadado y divertido. Está ambientada principalmente en Santiago de Chile, pero también en cierta parte en Nueva York.
La historia se divide en cuatro capítulos:
1. «Obra temprana». Se presenta la vida de Gonzalo Rojas, un adolescente de clase humilde amante de la poesía (que comparte nombre con el escritor Gonzalo Rojas), y su polola Carla, quienes pasan las tardes en la casa de los padres de esta última, hasta que terminan su relación.[4]
2. «Familiastra». Tras pasar varios años, ambos se reencuentran y reanudan su relación, pero Carla ahora es madre soltera de Vicente, hijo de León, un padre ausente y mediocre. Gonzalo y Carla deciden irse a vivir juntos e iniciar una familia, convirtiéndose así Gonzalo en padrastro del pequeño Vicente. Sin embargo, luego de varios años de relación, vuelven a terminar, y Gonzalo se va a estudiar un doctorado en literatura a Nueva York.[5]
3. «Poetry in motion». Vicente ya es un joven mayor de edad, que no quiere entrar a la universidad, y en su lugar prefiere convertirse en poeta. Entonces conoce y se enamora de Pru, una gringa mayor que él, que acaba de terminar una relación y que se encuentra en Chile para escribir una nota de prensa, que primero tendría que ver con el desierto de Atacama pero acaba tratándose de los poetas chilenos santiaguinos. Finalmente, Pru regresa a su país.[6]
4. «Parque del Recuerdo». Unas semanas después de los últimos eventos, Vicente se reencuentra fortuitamente con Gonzalo, quien está de vuelta de su doctorado y ha iniciado una clase de literatura en una universidad. Ambos reiniciarán su relación, conversando durante horas, principalmente de poesía, una pasión que los une.[7]

La masculinidad, el amor, las familias fugaces, la desconfianza en las instituciones y las autoridades, el deseo de comunidad y el sentido de la literatura en un mundo hostil son partes de las temáticas abordadas en el libro.

## Recepción y crítica
El libro tuvo una excelente recepción. Se publicó en marzo de 2020 y solo en dos meses ya iba en su decimotercera edición. Ha recibido críticas positivas de J. A. Masoliver Ródenas (La Vanguardia), Nadal Suau (El Mundo), Chris Andrews (The Times Literary Supplement), Nicole Krauss, Daniel Alarcón, Enrique Vila-Matas, Hinde Pomeraniec (Infobae), Fabián Casas (Perfil), Ignacio Echevarría, Rodrigo Fresán, entre otros.

## Premios y reconocimientos
- 2020: Premio de la Crítica a la Mejor Novela, Círculo de Críticos de Arte de Chile[11]
- 2021: Premio Academia, Academia Chilena de la Lengua[12]
- 2021: Premio Mejores Obras Literarias Publicadas, Consejo Nacional del Libro y la Lectura[13]
- 2021: Premio José Nuez Martín, Pontificia Universidad Católica de Chile[14]